# Bolero (vestă)

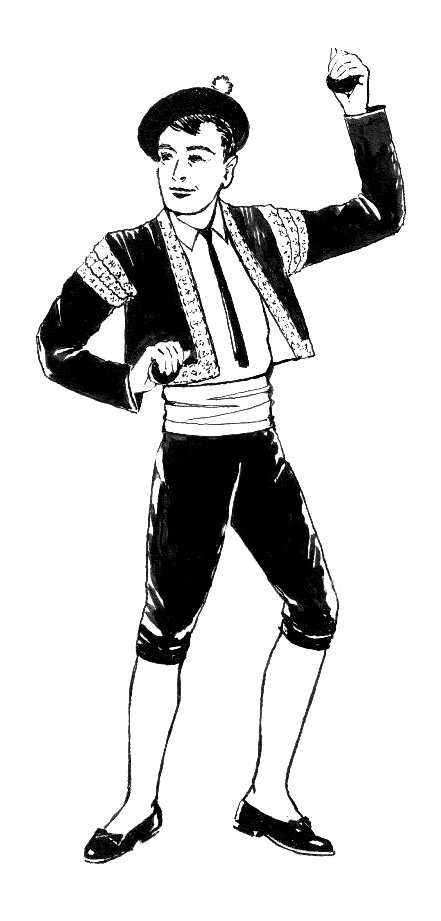
dansator cu bolero (vesta)

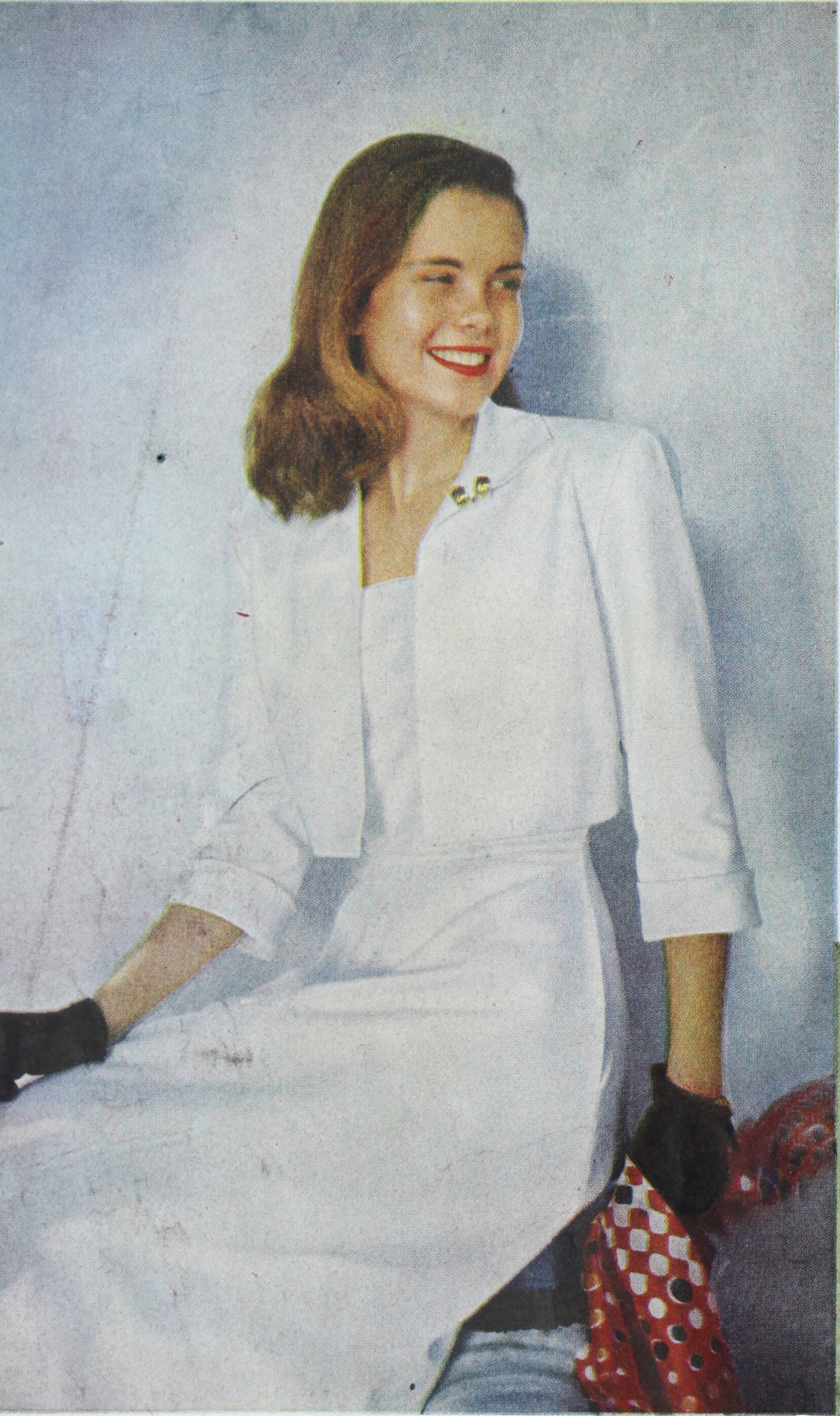
Doamnă cu bolero (1948)

Boleroul este o piesă din costumul național spaniol, având forma unei veste scurte, cu sau fără mâneci, împodobită cu broderii, purtată peste cămașă.
Bolero este de asemenea o parte din costumul toreadorilor spanioli: o jachetă scurtă în talie, deschisă în față, cu mâneci lungi și decorată cu paspoaluri colorate.
Pentru femeile spaniole, boleroul este o jachetă cu talie scurtă, deschisă în față, cu sau fără mâneci sau rever. Din a doua jumătate a secolului al XIX-lea a fost purtată cu crinolină, de la începutul secolului al XX-lea cu rochia liniei Sans-Ventre și până astăzi combinată în mod repetat cu rochii de vară. Bolerourile se poartă și cu rochii de seară sau de mireasă.